# Каролінський жнець
«Каролінський жнець» (англ. Carolina Reaper) — сорт перцю чилі з роду Капсікум. У серпні 2013 року був занесений до книги рекордів Гіннесса як найгостріший перець у світі.
Сорт був виведений садівником Едом Каррі, власником компанії PuckerButt Pepper (Форт-Мілл, Південна Кароліна, США). Пекучість цього виду коливається між 1,15 млн і 2,2 млн одиниць за шкалою Сковілла. Середня величина пекучості становить 1,57 млн одиниць за шкалою Сковілла; це абсолютний рекорд, який раніше належав сорту Trinidad Scorpion Moruga Blend.
Видобутий з перцю капсаїцин вживають у медичних цілях, він використовується також для виробництва сльозогінних газів.
Інтерес до вживання плодів цього сорту поширений серед сміливців, які рік у рік намагаються побити рекорд за швидкістю поїдання цього перцю. Світовий рекорд від 24 квітня 2016 належить американцю Вейну Алдженіо, якому вдалося з'їсти 22 плоди (119 г) за 60 секунд.
Поїдання капсаїцину в таких кількостях може спричинити рак шлунка або рак прямої кишки.